# Nimbapanchax melanopterygius
Nimbapanchax melanopterygius är en fiskart som beskrevs av Sonnenberg och Busch 2009. Nimbapanchax melanopterygius ingår i släktet Nimbapanchax och familjen Nothobranchiidae. Inga underarter finns listade i Catalogue of Life.